# Горєлов Гаврило Микитович
Гаври́ло Мики́тович Горє́лов (22 [3] квітня 1880, с. Покровське (тепер — Волоколамський район Московська область, Росія) — 16 серпня 1966, Москва) — російський та радянський художник-пейзажист. Заслужений діяч мистецтв РРФСР.

## Життєпис
Гаврило Микитович Горєлов народився 22 березня 1880 року в с. Покровське (тепер Волоколамський район, Московської області) в Росії. 1903 року закінчив Пензенське художнє училище, де навчався в художній майстерні К. Савицького, згодом навчався в Петербурзькій Академії мистецтв, де був учнем Іллі Рєпіна, Франца Рубо. По закінченню Академії у 1911 році був премійований поїздкою до Італії.
Після повернення до Росії, з 1912 по 1916 рік, був членом товариства пересувних художніх виставок. У 1925-1926 роках входив до Асоціації художників революційної Росії.
Викладав у Харківському державному художньому училищі, пізніше в Московському обласному художньому педагогічному училищі образотворчих мистецтв пам'яті повстання 1905 року. У 1949 році Указом Президії Верховної Ради Української РСР Г. М. Горелову присвоєно почесне звання Заслуженого діяча мистецтв РРФСР. Того ж року постановою Ради міністрів СРСР митцю була присуджена Сталінська премія третього ступеня — за портрети сталевара харківського заводу «Серп і Молот» А. С. Суботіна, майстра заводу «Серп і Молот» І. В. Грачова та картину «Знатний сталевар заводу "Серп і Молот" М. Г. Гусаров з бригадою».
Від 1953 року Горєлов Г. М. — дійсний член Академії Мистецтв СРСР. 
Помер художник 16 серпня 1966 року. Похований в Москві на Новодівочому цвинтарі.
Твори художника представлені в Державній Третьяковській галереї, Державному Російському музеї, а в численних музейних, галерейних та приватних колекціях.

## Нагороди
- 1909 — золота медаль на міжнародній виставці в Мюнхені;
- 1937 — срібна медаль на міжнародній виставці в Парижі.